# Hermann Kriebel
Hermann Karl Theodor Kriebel, (20. januar 1876 i Germersheim, Pfalz, Tyskland - 16. februar 1941 i München, Bayern, Tyskland), var en tysk officer, frikorpsleder, diplomat og nationalsocialistisk politiker.
Kriebel deltog i Adolf Hitlers ølkælderkup i november 1923.

### Trykte kilder
- Kershaw, Ian (2008). Hitler: en biografi. Stockholm: Bonniers. ISBN 978-91-0-011805-1.
- Klee, Ernst (2007). Das Personenlexikon zum Dritten Reich (tysk) (2. Aufl. udgave). Frankfurt am Main: Fischer Taschenbuch Verlag. ISBN 978-3-596-16048-8.